# Abdulaziz Al-Shatti
Abdulaziz Al-Shatti (in arabo عبدالعزيز الشطي‎?; 30 ottobre 1990) è uno schermidore kuwaitiano, specializzato nella spada. Ha rappresentato il Kuwait ai Giochi olimpici di Rio de Janeiro 2016 sotto bandiera olimpica.
In carriera ha vinto più di 100 medaglie, sia internazionali che nazionali. Si tratta del primo schermidore proveniente da Kuwait in grado di qualificarsi ad un Olimpiade (Rio 2016).